# Condado de Bladen
O Condado de Bladen é um dos 100 condados do estado americano da Carolina do Norte. A sede do condado é Elizabethtown, e sua maior cidade é Elizabethtown. O condado possui uma área de 2 298 km² (dos quais 32 km² estão cobertos por água), uma população de 32 278 habitantes, e uma densidade populacional de 14 hab/km² (segundo o censo nacional de 2000). O condado foi fundado em 1734.